# 오사코 아오토
오사코 아오토(일본어: 大迫 蒼人, 2003년 5월 23일~)는 일본의 축구 선수이다.

## 구단 경력
그는 J1리그의 FC 도쿄에 입단했다. 2019년 J3리그의 FC 도쿄 U-23에서 뛰었다.